# Calle Castelar (Santander)

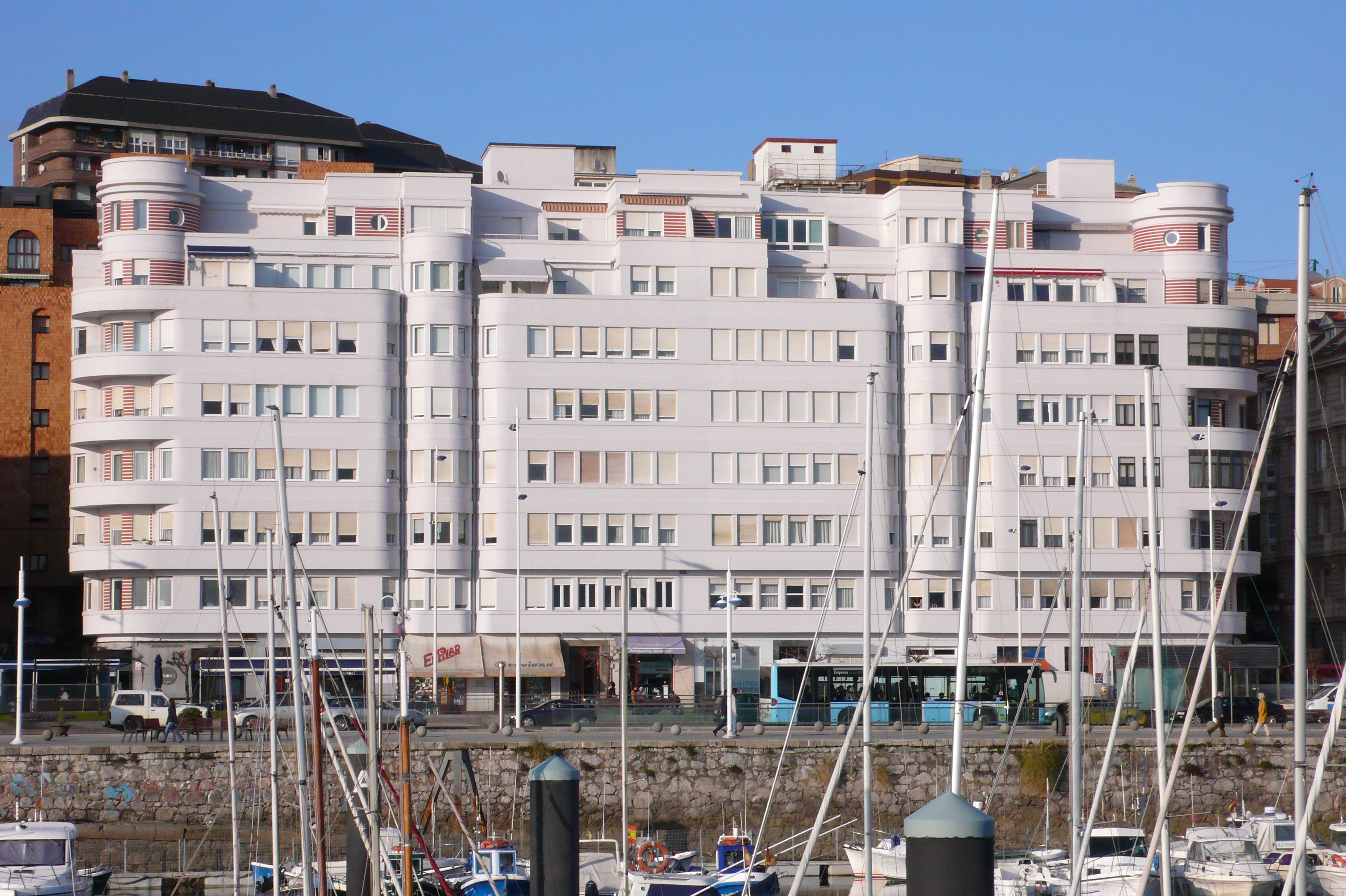
Edificio Siboney.

La calle Castelar es una vía urbana de Santander (Cantabria, España). Conecta el paseo de Pereda con la avenida de la Reina Victoria y es una de las principales arterias de Puertochico. Su nombre viene del político y presidente de la Primera República Emilio Castelar. 
Se encuentra unida al Paseo de Pereda mediante la plaza de Puertochico (antigua glorieta de Matías Montero), la cual tiene una gran bandera de España en el punto en el que hubo un monumento franquista, de la que parte una carretera con dos carriles en cada sentido (más uno de acceso al puerto semipeatonal), junto con un carril bici y un amplio paseo junto a la dársena de Puertochico. Al llegar a la zona del dique de Gamazo y del CEAR de vela, se separa de la línea de mar, en lo que se conoce popularmente como la Cuesta del Gas por la antigua presencia de una fábrica de gas, de la cual quedan sus arcos de entrada, para terminar enlazando con la Avenida de Reina Victoria.
Se trata de una calle muy transitada de Santander, tanto en invierno como zona de paseo como especialmente en verano al formar parte del camino que desde el centro de Santander llega a las playas de Los Peligros, La Magdalena, El Camello y las demás de El Sardinero (aunque a esta última también se puede acceder a través del Túnel de Puertochico). Esta zona fue el centro del campeonato mundial de vela de 2014, con la creación de una zona de graderío y almacén de embarcaciones con vistas a la bahía, conocida como la Duna de Zaera (por su forma y el apellido del arquitecto). Por aquí también se encuentra el Centro de Alto Rendimiento (CEAR) Príncipe Felipe de vela, en el cual numerosos regatistas se ejercitan habitualmente. En esta calle se encuentran también los edificios Siboney y Vitalicio, ambos de la primera mitad del siglo XX.
Al igual que el Paseo de Pereda es una de las zonas más fotografiadas de Santander, por las vistas de la bahía y las montañas que la rodean tanto en días soleados como en los de viento sur.